# Naked Gun 33⅓: The Final Insult
Naked Gun 33⅓: The Final Insult is een Amerikaanse komediefilm uit 1994, en de derde film in de The Naked Gun-filmserie. De vaste acteurs uit de vorige twee delen - Leslie Nielsen, Priscilla Presley, O.J. Simpson en George Kennedy - doen in deze film weer mee. De film werd geregisseerd door Peter Segal.
Fred Ward, Anna Nicole Smith, en Kathleen Freeman hebben gastrollen in de film als een criminele bende. Raye Birk keert weer terug in zijn rol van de kwaadaardige "Papshmir", een rol die hij ook in de eerste film speelde.

## Verhaal
Frank Drebin is inmiddels met pensioen en getrouwd met Jane Spencer. De twee zijn gelukkig getrouwd, maar Frank kan er niet tegen dat hij geen agent meer is. Hij krijgt een nachtmerrie waarin overal om hem heen misdaad plaatsvindt en hij niets kan doen.
Frank wordt echter toch weer opgeroepen door zijn oud-collega’s omdat ze een opdracht hebben die alleen hij kan volbrengen. Hij moet undercover gaan in de gevangenis om te ontdekken wat de crimineel Rocco Dillon van plan is. Frank weet Rocco’s vertrouwen te winnen en samen ontsnappen ze uit de gevangenis. Het feit dat hij toch weer undercoverwerk is gaan doen valt echter niet in goede aarde bij Jane, en ze verlaat hem.
Frank wordt meegenomen naar Rocco’s huis waar hij wordt voorgesteld aan de rest van Rocco’s bende: zijn moeder Muriel Dillon en een vrouw genaamd Tanya. Rocco maakt zijn plannen bekend: hij wordt door de terrorist Papshmir betaald om een bomaanslag te plegen op de aankomende Academy Award-uitreiking. Jane belandt toevallig ook in het huis, en wordt gegijzeld.
Het hele gezelschap begeeft zich naar de awarduitreiking. Frank en Jane weten te ontkomen, waarschuwen Franks collega’s, en dringen daarna vermomd het gebouw binnen. De bom voor de aanslag zit in een van de enveloppen waarin de winnaars van de verschillende prijzen worden vermeld, en zal afgaan indien hij uit de envelop wordt gehaald. Frank komt er uiteindelijk achter dat de bom in de envelop voor beste film zit, en kan voorkomen dat hij afgaat.
Rocco en zijn moeder komen het toneel op met Jane als gijzelaar en eisen de bom. Muriel komt om wanneer een mededelingenbord op haar hoofd valt, Rocco haast zich met Jane achter het toneel naar een hoger gelegen plateau, gevolgd door Frank. Frank gooit Rocco uiteindelijk van het plateau naar beneden, maar hij blijft met zijn voet achter een touw haken. Dit fungeert als een bungeekoord waardoor Rocco met de bom door het dak van het gebouw naar buiten wordt geslingerd. Net op dat moment vliegt Papshmir met zijn vliegtuig over het gebouw heen. Rocco belandt via het toilet in het vliegtuig, en de bom gaat af.
Na dit alles vergeeft Jane Frank. Enige tijd later krijgen ze hun eerste kind. Frank ziet per ongeluk een zwarte baby aan voor het kind en denkt dat Nordberg iets heeft gehad met Jane. Woedend volgt hij hem het ziekenhuis uit.

## Rolverdeling

### Hoofdrolspelers
| Acteur            | Personage     |
| ----------------- | ------------- |
| Leslie Nielsen    | Frank Drebin  |
| Priscilla Presley | Jane Spencer  |
| George Kennedy    | Ed Hocken     |
| O.J. Simpson      | Nordberg      |
| Fred Ward         | Rocco Dillon  |
| Kathleen Freeman  | Muriel Dillon |
| Anna Nicole Smith | Tanya Peters  |
| Raye Birk         | Papshmir      |
| Ed Williams       | Ted Olsen     |
| Matt Roe          | Clayton       |

### Cameorollen
Veel bekende Amerikanen hebben cameorollen in de film, maar worden niet allemaal in de aftiteling genoemd.
Als zichzelf 
- Shannen Doherty
- Olympia Dukakis
- Morgan Fairchild
- Elliott Gould
- Mariel Hemingway
- Florence Henderson
- James Earl Jones
- Mary Lou Retton
- Raquel Welch
- Vanna White
- "Weird Al" Yankovic (deed ook mee in The Naked Gun en The Naked Gun 2½)
- Pia Zadora

Als bijpersonen:

| Acteur       | Personage                       |
| ------------ | ------------------------------- |
| Joe Grifasi  | regisseur van de Academy Awards |
| Ann B. Davis | Alice uit The Brady Bunch       |
| Marc Alaimo  | Vrachtwagenchauffeur            |
| R. Lee Ermey | Bewaker                         |
| Julie Strain | de dominatrix                   |

## Achtergrond

### Ontvangst
Het commentaar van de regisseur op de dvd bevat geregeld opmerkingen over de reviews die de film heeft gekregen. De film werd redelijk bezocht, maar ontving toch negatieve kritieken. Velen vonden dat de film maar weinig verhaal had; de film vertrouwde te veel op komedie en had maar weinig van de actie en romantische elementen uit de vorige twee films. Verder vonden velen dat de humor zwak was en te veel zoals in de vorige films. De openingsscène, die een parodie was op The Untouchables, was echter wel weer populair en de climax bij de Academy Awards kreeg eveneens redelijk goede kritieken.

### Internationale titels
- Frankrijk – Y a-t-il un flic pour sauver Hollywood ? (Is There a Cop to Save Hollywood?)
- Venezuela – ¿Y dónde está el policía? 33⅓ (And Where Is the Police? 33⅓)

## Release en ontvangst
Naked Gun 33⅓: The Final Insult ging op 18 maart 1994 in première. De film werd door recensenten in het algemeen gemengd tot positief ontvangen. Op Rotten Tomatoes heeft de film een score van 58% op basis van 38 beoordelingen. Metacritic komt op een score van 63/100, gebaseerd op 21 beoordelingen.

## Prijzen/nominaties
| jaar | prijs                  | categorie                   | genomineerde(n)   | uitslag  |
| ---- | ---------------------- | --------------------------- | ----------------- | -------- |
| 1994 | Golden Screen          | -                           | -                 | gewonnen |
| 1995 | Golden Raspberry Award | Slechtste mannelijke bijrol | O.J. Simpson      | gewonnen |
| 1995 | Golden Raspberry Award | Slechtste nieuwe ster       | Anna Nicole Smith | gewonnen |

## Trivia
- Verschillende scènes uit deze film waren eigenlijk al gepland voor de vorige twee films, maar werden toen uit het script geknipt. De openingsscène van deze film was eigenlijk bedoeld voor de eerste film. De scène waar Frank en Jane trouwen en wegrijden met Nordberg achter op de auto was gefilmd voor de tweede film.
- De 33⅓ van de titel is een referentie naar de snelheid waarmee de meeste grammofoonplaten spelen. De titel van de film zou oorspronkelijk Naked Gun 33⅓: Just for the Record gaan heten, maar de studio veranderde dit omdat men bang was dat velen de grap niet zouden begrijpen.[4]
- Dit was O.J. Simpsons laatste film voordat hij werd aangeklaagd voor de moord op zijn vrouw. Hoewel hij onschuldig werd bevonden, leidde dit ertoe dat hij stopte met acteren.